# Aldrans
Aldrans è un comune austriaco di 2 564 abitanti nel distretto di Innsbruck-Land, in Tirolo.

## Geografia fisica
Aldrans è situata, ad un'altitudine di 760 m s.l.m. su un terrazzamento di mezza montagna, percorso da numerose valli fluviali prosciugate, posto sul versante meridionale della valle dell'Inn sotto il Patscherkofel (2246 m s.l.m.).

## Storia
L'origine di Aldrans potrebbe risalire a un insediamento della tarda Età del bronzo, dopo il rinvenimento di un'impugnatura di una spada ed altri oggetti di ferro del periodo della Cultura di La Tène. La prima citazione del villaggio è riportata in un documento del 955 come "Alarein". Nel 1157 il villaggio viene menzionato negli atti, relativi a una donazione, tra i conti di Andechs e l'abbazia di Tegernsee. Nel 1312, in un documento, viene citato "Alrains" derivato dal vecchio nome di "Allrainer Veld". Nel Medioevo Aldrans faceva parte di un importante mercato, in cooperativa con Ampass, poiché posto sulla strada del sale traendo benefici dal transito di questo commercio. Nel XIII secolo il territorio fu diviso tra il sovrano e l'abbazia di Wilten.
La popolazione di Aldrans era appassionata di recitazione tanto che, nel 1750 e nel 1757, furono organizzate delle competizioni di recitazione chiamate "Martinsspiele"; inoltre era attivo il "Teatro delle Amazzoni”, del quale facevano parte solo le donne. Nel XIX secolo Aldrans si sviluppò come luogo di villeggiatura estiva e nel 1884 fu collegata ad Innsbruck con una strada.

### Stemma
Lo stemma di Aldrans raffigura le ali di un'aquila in volo che formano una foglia di ninfea su sfondo oro. Le ali dell'aquila riprendono le insegne dei conti di Andechs, mentre la foglia di ninfea quelle dell'abbazia di Tegernsee; l'emblema fa riferimento alla donazione avvenuta nel 1157. Lo stemma è stato adottato il 20 novembre 1979.

## Monumenti e luoghi d'interesse
- Chiesa di San Martino (Pfarrkirche heilige Martin). È del 1365 la prima citazione di una chiesa ad Aldrans; nel 1426 fu iniziata la costruzione di una nuova chiesa in stile gotico, inaugurata nel 1482 e dedicata a san Martino. La chiesa nel XVIII secolo fu trasformata in stile barocco; nel 1893 fu distrutta da un incendio, che devastò parte del paese, e fu ricostruita in stile neogotico. Nel 1965 fu ampliata e nel 1967 fu elevata a parrocchia[1].

## Geografia antropica

### Suddivisioni amministrative
Fanno parte del territorio comunale le località Rans, Ranser Feld, Herzsee (situata presso l'omonimo lago dalla caratteristica forma a cuore), Prockenhöfe, Fagslung e Wiesenhöfe.

## Infrastrutture e trasporti
Aldrans è ubicata sulla "strada del sale" che collegava Hall in Tirol con Mühlbachl ed l'Europa meridionale, attualmente strada regionale (Landesstraße) L38 ("Elbögener Straße"); la strada L32 ("Innsbrucker Straße") la collega direttamente con Innsbruck e la vicinanza con la città ne fa un centro residenziale.